# Philip Larsen
Philip Elzer Gade Larsen (født 7. december 1989, i Esbjerg) er en dansk ishockeyspiller, der spiller for den russiske klub Salavat Julajev Ufa i KHL. Hans foretrukne position på isen er back.
Philip Larsen fik sin ishockeyopvækst i Esbjerg inden han som 15-årig skiftede til Rögle BK i Sverige. Her spillede han på Rögles juniorhold inden han d. 9. oktober 2005 fik sin seniordebut for Rögle i en kamp i Allsvenskan mod Nybro Vikings, en kamp som Rögle vandt 3-0. Derved blev Larsen den yngste spiller nogensinde i Allsvenskan.
Inden sæsonen 2006-07 skiftede han til Frölunda HC. Efter at have tilbragt første halvdel af sæsonen på Frölundas juniorhold debuterede Philip Larsen d. 24. februar 2007 i Elitserien for Frölunda i en 8-2 sejr over HV71. Efter sæsonen 2006-07 forlængede Philip Larsen sin kontrakt med Frölunda og han var en fast del af seniortruppen i sæsonen 2007-08.
Philip Larsen deltog for Danmark ved Junior-VM i ishockey 2008. Her blev det til 1 mål og 1 assist for i alt 2 points i 6 kampe.
Larsen bliver af mange betragtet som et af de største backtalenter i Sverige.
Philip Larsen blev draftet af Dallas Stars som nr. 149 i alt i NHL's draft i 2008 og underskrev i april 2009 en tre-årig kontrakt med Dallas. Efter deltagelse i Dallas' træningslejr blev Larsen udlånt til Frölunda og spillede således sæsonen 2009-10 i Sverige.
Efter afslutningen af den svenske sæson blev Larsen kaldt tilbage til Dallas hvor han den sidste uge af grundspillet trænede med NHL-holdet. Larsen debuterede for Dallas d. 8. april 2010 mod Anaheim Ducks. Han noteredes ikke for nogen point i sin debut hvor han efter små 12 minutters istid havde en +/--statistik på +1. Med sin debut blev Larsen den første danske back i NHL